# Marquês de Huntly

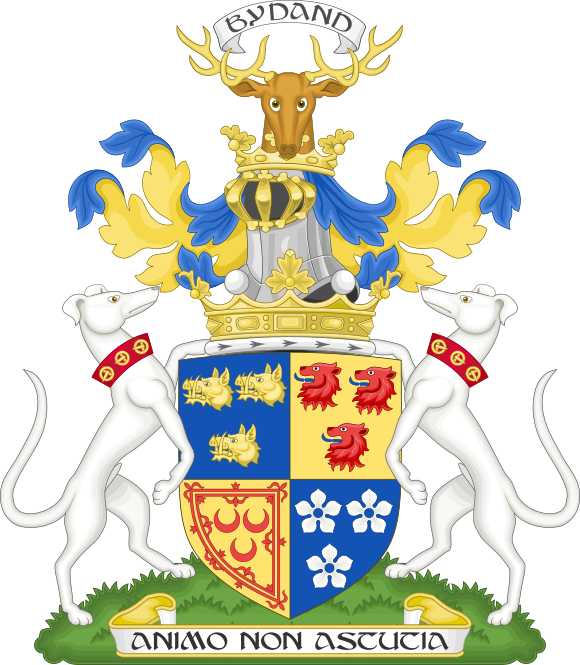
Brasão de Armas dos Marqueses de Huntly.

Marquês de Huntly é um título do Pariato da Escócia que foi criado em 17 de abril de 1599  para George Gordon, 6.º Conde de Huntly. É o mais antigo marquesado existente na Escócia e o segundo mais antigo nas Ilhas Britânicas; apenas o marquesado inglês de Winchester é mais antigo. O Marquês detém os seguintes títulos subsidiários: Lorde Gordon de Strathaven e Glenlivet e Conde de Aboyne (1660; Pariato da Escócia) e Barão Meldrum, de Morven no Condado de Aberdeen (1815; Pariato do Reino Unido).

## História familiar inicial
A família Gordon descende de Sir Adam Gordon de Huntly, morto na Batalha de Humbleton Hill em 1402 e sucedido em suas propriedades por sua filha Elizabeth Gordon, esposa de Alexander Seton, que assumiu o sobrenome de Gordon para si e "todos os seus herdeiros do sexo masculino". Ele foi criado Conde de Huntly no Pariato da Escócia em 1445 e foi sucedido por seu filho,  o segundo Conde, que serviu como Lorde Chanceler da Escócia de 1498 a 1501. Seu filho mais novo, o Hon. Adam Gordon, casou-se com Elizabeth, suo jure Condessa de Sutherland. O neto deles, John Gordon, sucedeu a avó no condado em 1535.
O filho mais velho de Lorde Huntly, o terceiro conde, foi membro do Conselho de Regência em 1517. Ele foi sucedido por seu neto, o quarto conde, Lorde Chanceler da Escócia de 1546 a 1562, que foi morto no último ano, e em 1563 um Ato de Apropriação foi aprovado pelo Parlamento com todos os seus títulos perdidos. Seu filho mais velho sobrevivente, George Gordon, foi condenado à morte por traição em 1563, mas depois foi perdoado. Ele obteve a revogação da sentença de seu pai em 1567 e serviu como Lorde Chanceler da Escócia.[carece de fontes?]
George Gordon, tornou-se o 1.º Marquês, era filho do 5.º conde; nasceu em 1562, foi educado na França como católico romano. Ele fazia parte de uma conspiração contra o rei Jaime VI. Ele trabalhou como capitão da guarda de Holyrood antes da descoberta da traição. Ele entrou em conflitos entre clãs e começou uma guerra particular, o que inspirou a balada The Bonnie Earl O' Moray. Ele foi sucedido por seu filho. Conde de Enzie e Marquês de Huntly no Pariato da Escócia. Seu filho foi criado como protestante na Inglaterra; na guerra civil, ele se tornou monarquista e, em 1647, recebeu perdão por suas ações, mas depois foi decapitado. Ele foi sucedido por seu filho mais velho, o segundo marquês.

## Século XVII em diante
Em 1632, quatro anos antes da morte de seu pai, o sétimo conde foi criado Visconde Aboyne no Pariato da Escócia por direito próprio, com a ressalva de que o título deveria ser passado para seu segundo filho, o Hon. James Gordon, em sua morte ou na morte de seu pai, o que ocorresse primeiro.[carece de fontes?]
Quando ele morreu, dois anos depois, os títulos passaram para seu filho, o terceiro marquês. Em 1661, a sentença de 1649 foi revogada por ato do Parlamento. Em 1684, Lord Huntly foi nomeado Lorde Badenoch, Lochaber, Strathavon, Balmore, Auchindoun, Garthie e Kincardine, Visconde de Inverness, Conde de Huntly e Enzie e Duque de Gordon. Todos os quatro títulos estavam no Pariato da Escócia. Ele foi sucedido por seu filho, o segundo duque. Ele era um apoiador do Velho Pretendente. Gordon se casou com Lady Henrietta, filha de Charles Mordaunt, 3.º Conde de Peterborough e 8.º Barão Mordaunt. Seu filho mais velho, o terceiro duque, foi membro da Câmara dos Lordes como representante escocês de 1747 a 1752. Ele foi sucedido por seu filho mais velho, o quarto duque. Conhecido como "Galo do Norte", ele foi um representante escocês de 1767 a 1784 e serviu como Lorde-Tenente de Aberdeenshire e como Guardião do Grande Selo da Escócia. Em 1784 foi nomeado Barão Gordon de Huntley, no Condado de Gloucester, e Conde de Norwich, no Condado de Norfolk, no Pariato da Grã-Bretanha. O bisavô de Gordon, o primeiro duque, era marido de Lady Elizabeth Howard, filha de Lord Henry Howard, que foi nomeado Barão Howard de Castle Rising em 1669 e Conde de Norwich em 1672. O condado de Norwich foi extinto com a morte do quarto conde (também o nono duque de Norfolk) em 1777 e agora foi revivido em favor de Gordon. Em 1819, Gordon também herdou a baronia de Mordaunt por meio de sua avó.[carece de fontes?]

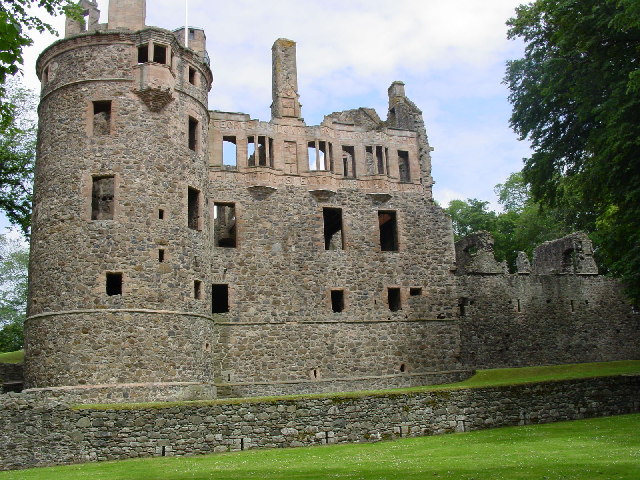
Castelo de Huntly, a antiga sede dos Marqueses de Huntly.

Seu filho, o quinto duque, foi general do Exército e serviu como Lorde-Tenente de Aberdeenshire e como Guardião do Grande Selo da Escócia. Em 1807, ele foi convocado para a Câmara dos Lordes por meio de um mandado de aceleração do título júnior de seu pai, Barão Gordon de Huntley. Gordon morreu sem descendência legítima em 1836, quando o ducado e os títulos restantes criados em 1684, bem como os títulos criados em 1784, foram extintos. A baronia de Mordaunt caiu em suspenso entre suas irmãs. A irmã mais velha de Gordon, Lady Charlotte Gordon, herdou as propriedades de Gordon. Seu filho Charles Gordon-Lennox, 5.º Duque de Richmond, assumiu o sobrenome adicional de Gordon. Em 1875, o ducado de Gordon foi revivido quando seu filho Charles Henry Gordon-Lennox, 6.º Duque de Richmond, foi feito Duque de Gordon no Pariato do Reino Unido (veja Duque de Richmond para mais detalhes sobre a história desses títulos). O Duque de Gordon foi sucedido no marquesado de Huntly por seu parente George Gordon, 5.º Conde de Aboyne, que se tornou o nono Marquês. Entretanto, a Câmara dos Lordes não permitiu suas reivindicações ao senhorio de Gordon de Badenoch e ao condado de Enzie (embora tivessem sido criados ao mesmo tempo que o marquesado), enquanto sua reivindicação ao antigo condado de Huntly também foi ignorada. Lord Huntly, que também detinha o título subsidiário de Lord Gordon de Strahaven e Glenlivet, havia sido um representante escocês de 1796 a 1807. Em 1815 ele foi criado Barão Meldrum, de Morven, no Condado de Aberdeen, no Pariato do Reino Unido.[carece de fontes?]
Ele foi sucedido por seu filho, o décimo marquês. Ele representou East Grinstead e Huntingdonshire na Câmara dos Comuns e serviu como Lorde-Tenente de Aberdeenshire. Seu filho mais velho, o décimo primeiro marquês, foi um político liberal e serviu brevemente sob William Ewart Gladstone como capitão do Honorável Corpo de Cavalheiros de Armas em 1881. Ele foi sucedido por seu sobrinho-neto, o décimo segundo marquês. Ele era filho do tenente-coronel (Granville Cecil) Douglas Gordon (1883–1930), filho de Granville Armyn Gordon (1856–1907), sexto filho do décimo marquês. Desde 2013  os títulos são detidos pelo filho do décimo segundo marquês, Granville Charles Gomer Gordon, 13º marquês de Huntly, 9º conde de Aboyne, 9º lorde Gordon de Strathavon e Glenlivet e 5º barão Meldrum, que o sucedeu em 1987. Ele é o chefe do Clã Gordon.[carece de fontes?]
Antes da aprovação do Peerage Act de 1963, que concedeu a todos os pares escoceses um assento na Câmara dos Lordes, os Marqueses de Huntly sentavam-se na Câmara dos Lordes em virtude de seu título júnior de Barão Meldrum, que estava no Pariato do Reino Unido.[carece de fontes?]

## Outros membros da família
Vários outros membros da família Gordon também ganharam destaque. Lord John Gordon, filho mais novo do primeiro Marquês, foi criado Visconde Melgum em 1627. No entanto, ele morreu no Incêndio de Frendraught e, portanto, o título foi extinto em 1630.  Lord Adam Gordon (falecido em 1801), filho mais novo do segundo duque, foi general do Exército. Lord William Gordon (1744–1823), segundo filho do terceiro duque, foi vice-almirante da Marinha Real. Lorde George Gordon, terceiro e mais novo filho do terceiro duque, foi membro do Parlamento por Ludgershall, mas é mais lembrado como o instigador dos motins de Gordon. Charles Gordon (1798–1878), filho ilegítimo do quinto duque, foi almirante da Marinha Real. Lord John Frederick Gordon (1799–1878), terceiro filho do nono marquês, foi almirante da Marinha Real. Ele se casou com Lady Augusta Fitzclarence, filha do Rei William IV com sua amante Dorothy Jordan. Laurence George Frank Gordon (1864–1943), neto do tenente-coronel Lord Francis Arthur Gordon (1808–1857), sexto filho do nono marquês, foi um general de brigada do Exército. Lorde Douglas Gordon, quarto filho do décimo marquês, foi membro do Parlamento por Huntingdon.[carece de fontes?]
A sede da família é o Castelo de Aboyne.  A família também era proprietária do Castelo Huntly, em Huntly, Aberdeenshire.[carece de fontes?]

## Condes de Huntly (1445)
- Alexander Gordon, 1.º Conde de Huntly (m. 1470)
- George Gordon, 2.º Conde de Huntly (m. 1501)
- Alexander Gordon, 3.º Conde de Huntly (m. 1524)
- George Gordon, 4.º conde de Huntly (1514–1562) (perda em 1563)
- George Gordon, 5.º conde de Huntly (falecido em 1576) (restaurado em 1565)
- George Gordon, 6.º Conde de Huntly (1562–1636) (criado Marquês de Huntly, Lorde Gordon de Badenoch e Conde de Enzie em 1599)

## Marqueses de Huntly (1599)
- George Gordon, 1.º Marquês de Huntly, 6.º Conde de Huntly (1562–1636)
- George Gordon, 2.º Marquês de Huntly, 7.º Conde de Huntly (1592–1649)
- Lewis Gordon, 3.º Marquês de Huntly, 8.º Conde de Huntly (c. 1626 –1653)
- George Gordon, 4.º Marquês de Huntly, 9.º Conde de Huntly (1649–1716) (criado Duque de Gordon em 1684)

## Duques de Gordon (1684)
- George Gordon, 1.º Duque de Gordon, 4.º Marquês de Huntly, 9.º Conde de Huntly (1649–1716)
- Alexander Gordon, 2.º Duque de Gordon, 5.º Marquês de Huntly, 10.º Conde de Huntly (d. 1728)
- Cosmo George Gordon, 3.º Duque de Gordon, 6.º Marquês de Huntly, 11.º Conde de Huntly (c. 1720–1752)
- Alexander Gordon, 4.º Duque de Gordon, 7.º Marquês de Huntly, 12.º Conde de Huntly (1743–1827)
- George Duncan Gordon, 5.º Duque de Gordon, 8.º Marquês de Huntly, 13.º Conde de Huntly (1770–1836)

## Marqueses de Huntly (1599; Revertido)
- George Gordon, 9.º Marquês de Huntly, 14.º Conde de Huntly, 5.º Conde de Aboyne, 1.º Barão Meldrum (1761–1853) (Criado Barão Meldrum em 1815)
- Charles Gordon, 10.º Marquês de Huntly, 15.º Conde de Huntly, 6.º Conde de Aboyne, 2.º Barão Meldrum (1792–1863)
- Charles Gordon, 11.º Marquês de Huntly, 16.º Conde de Huntly, 7.º Conde de Aboyne, 3.º Barão Meldrum (1847–1937)
- Douglas Charles Lindsey Gordon, 12.º Marquês de Huntly, 17.º Conde de Huntly, 8.º Conde de Aboyne, 4.º Barão Meldrum (1908–1987)
- Granville Charles Gomer Gordon, 13.º Marquês de Huntly, 18.º Conde de Huntly, 9.º Conde de Aboyne, 5.º Barão Meldrum (n. 1944)

O herdeiro aparente é o único filho do atual titular, Alastair Gordon, Conde de Aboyne (nascido em 1973).
O herdeiro aparente do herdeiro aparente é seu filho Cosmo Alistair Gordon, Lorde Strathavon (n. 2009).